# Midic
Midic (auch: Médic, Middick, Midick, Midik) ist ein Dorf im Arrondissement Zinder IV der Stadt Zinder in Niger.

## Geographie
Das von einem traditionellen Ortsvorsteher (chef traditionnel) geleitete Dorf befindet sich westlich des Stadtzentrums im ländlichen Gemeindegebiet von Zinder, der Hauptstadt der gleichnamigen Region Zinder. Zu den Nachbarorten von Midic zählen Rouan Gao I im Norden, Kangna Maï Roua im Nordosten, Kagna Malam Gadja im Osten, Mandara und Doutchin Koura im Südosten, Karagoua Wanzamey im Südwesten sowie Garin Rana im Westen.
Beim Dorf erstreckt sich ein semipermanenter See, die Mare de Midic. Wie im gesamten Gemeindegebiet von Zinder herrscht das Klima der Sahelzone vor, mit einer durchschnittlichen jährlichen Niederschlagsmenge zwischen 300 und 400 mm.
Die Gemeindezugehörigkeit des westlichen Teils von Midic ist zwischen Zinder und Droum umstritten. Dies führt zu Konflikten insbesondere bezüglich Grund und Boden.

## Geschichte
Ende des 19. Jahrhunderts boten die Märkte von Midic und weiteren Dörfern in der Region dem in der Stadt Zinder ansässigen bedeutenden Händler Malan Yaroh jene Handwerksprodukte, Pelze, Tierhäute und Henna, die er für den Transsaharahandel benötigte. Malan Yaroh ließ Bauern und Handwerker aus Midic und anderen Dörfern auch direkt Waren für den Maghreb produzieren. Er versorgte sie mit Rohstoffen und erhielt daraus hergestellte Produkte wie verarbeitete Baumwolle, Korbwaren und Gerbereiprodukte.
In den 1970er Jahren setzte in Zinder ein erhebliches Bevölkerungswachstum ein. Vom Vordringen der Besiedlung in den ländlichen Raum war auch Midic betroffen. In der Dorfbevölkerung wohlbekannte Pflanzenarten wie die Maulbeerfeige (Ficus sycomorus) verschwanden.
Der staatliche Stromversorger NIGELEC elektrifizierte das Dorf ab 2012. Der damalige Energieminister Foumakoye Gado weihte 2013 die Elektrifizierung von Midic und sechs weiteren ländlichen Siedlungen in der Region ein.

## Bevölkerung
Bei der Volkszählung 2012 hatte Midic 2983 Einwohner, die in 486 Haushalten lebten. Bei der Volkszählung 2001 betrug die Einwohnerzahl 1817 in 311 Haushalten und bei der Volkszählung 1988 belief sich die Einwohnerzahl auf 1689 in 296 Haushalten.

## Wirtschaft und Infrastruktur
Es gibt eine Schule in Midic. Im Ort ist eine Pfadfindergruppe des nationalen Verbands Association des scouts du Niger aktiv. Mit einem Centre de Santé Intégré (CSI) ist ein Gesundheitszentrum vorhanden. Es verfügt über ein eigenes Labor und eine Entbindungsstation. In Midic wird Saatgut für Augenbohnen produziert.